# Prędocin (województwo mazowieckie)
Prędocin – wieś w Polsce położona w województwie mazowieckim, w powiecie radomskim, w gminie Iłża. Ma status sołectwa.
Był wsią biskupstwa krakowskiego w województwie sandomierskim w ostatniej ćwierci XVI wieku. W latach 1975–1998 miejscowość położona była w województwie radomskim.
W latach 1908–1968 w miejscowości miała siedzibę parafia mariawicka. Obecnie o parafii świadczy niewielki cmentarz wyznaniowy położony we wschodniej części wsi.
Wierni Kościoła rzymskokatolickiego należą do parafii Najświętszej Maryi Panny Matki Kościoła w Pasztowej Woli.